# Klarissenkloster Stary Sącz

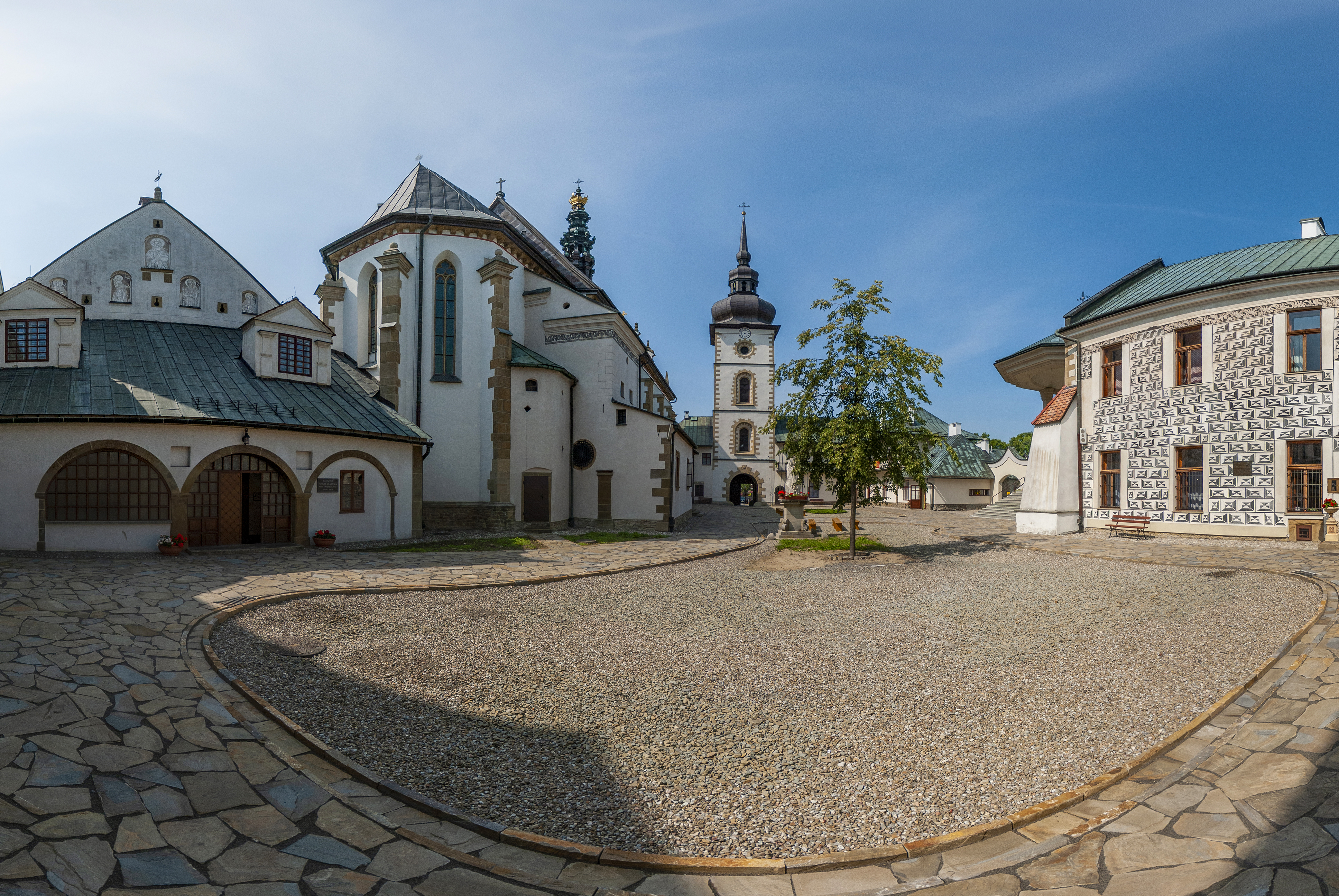
Eingangsbereich

Das Klarissenkloster Stary Sącz (polnisch Klasztor klarysek w Starym Sączu) ist ein Kloster der Klarissen in Stary Sącz im Sandezer Land in Kleinpolen.

## Geschichte
Das Klarissenkloster Stary Sącz wurde im Jahr 1280 von der Herzogswitwe Kinga auf einer Böschung über dem Poprad gegründet. Sie starb 1292 im Kloster, dem sie ihr Vermögen vermacht hatte. Auch Gryfina Halicka, die Herzogswitwe nach Leszek dem Schwarzen, und Hedwig von Kalisch, die Königswitwe nach Władysław I. Ellenlang, traten 1288 bzw. 1333 in das Kloster ein. Die Klosterkirche wurde von 1285 bis 1332 im gotischen Stil errichtet und der heiligen Klara geweiht. Der italienische Architekt Giovanni de Simoni barockisierte das Kloster im 17. Jahrhundert.